# Рафаель Кенар
Рафаель Кенар (фр. Raphaël Quenard; 16 травня 1991, Ешироль, Ізер, Франція) — французький актор. Після кількох ролей у невеликих короткометражних фільмах і телевізійних постановках, а також у різноманітних ролях другого плану, Кенар заслужив визнання завдяки своїй грі у фільмах «Пес зі звалища» (2023) та «Яннік» (2023). Він отримав 3 номінації на 49-й церемонії нагородження «Сезар», у тому числі за найкращу чоловічу роль у ролі Янніка та отримав нагороду найперспективнішому акторові за фільм «Пес зі звалища».

## Раннє життя та освіта
Рафаель Кенар народився 16 травня 1991 року в Еширолі, передмісті на південь від Гренобля. Його батько був дослідником, який вивчав теплопровідність, а мати працювала в страховій компанії Macif. Своє дитинство Кенар провів у муніципалітеті Ж'єр, розташованій на схід від Гренобля.
Кенар був старанним студентом і отримав ступінь бакалавра S (фр. scientifique). Бажаючи піти стопами свого діда, який зробив видатну військову кар'єру, Кенар вступив до École des Pupilles de l'Air, військової академії в Монбонно-Сен-Мартен, де готувався до вступу до великої школи. Однак він швидко пішов вивчати хімію. Між 2012 і 2013 роками Кенар був запрошеним дослідником в Імперському коледжі Лондона. У 2014 році він закінчив із дипломом великої школи «École nationale supérieure de chimie de Paris». Протягом шести місяців він працював парламентським помічником Бернадетт Лакле, тоді — члена Соціалістичної партії, яка служила депутатом від 4-го виборчого округу Савої в Національних зборах.

## Кар'єра

### 2019—2022: Ранні ролі
Рафаель Кенар розпочав свою акторську кар'єру в Парижі як учень Жана-Лорана Коше, який, зацікавлений у потенціалі молодого актора, прийняв його на свої заняття безкоштовно. Потім Кенар знявся в кількох аматорських короткометражних фільмах і приєднався до асоціації «1000 Visages» Уди Беньяміни, яка сприяє інтеграції знедолених молодих людей у світ кіно. Він вперше познайомився з Еммою Бенестан під час воркшопу, який проводила режисерка. Вона зняла його у своєму короткометражному фільмі «L'Amour du risque» 2019 року, а потім у своєму повнометражному дебюті «Крихка» 2021 року. На знімальному майданчику він познайомився з операторкою Емілі Нобле, яка порадила йому пройти прослуховування для серіалу «HP». Кенар отримав роль маніакально-депресивного інтерна Джиммі в серіалі, який транслювався протягом двох сезонів на OCS з 2018 по 2020 рік.
Кенар дебютував у повнометражному кіно як вчитель фізики у фільмі Бертрана Бонелло «Крихітка зомбі». У 2020 році він зіграв головну роль у короткометражному фільмі Елі Жирара «Погані хлопці», який отримав нагороду за найкращий короткометражний ігровий фільм на 47-й церемонії нагородження «Сезар». Після цього він зіграв невеликі ролі в кількох повнометражних фільмах, зокрема «Нижні щелепи» (2020) і «Куріння викликає кашель» (2022) Квентіна Дюп’є, «Кінцевий монтаж» (2022) Мішеля Хазанавічуса, «Париж, 13-й округ» (2021) Жака Одіара і Атака на Париж (2022) Седріка Хіменеза. У 2021 році він знявся в третьому сезоні серіалу Netflix «Сімейний бізнес».

### 2023–сьогодні: прорив і визнання
У 2023 році Кенар зарекомендував себе як провідний кіноактор, спочатку зі своєю інтерпретацією Міралеса, одного з головних героїв дебютного повнометражного фільму Жана-Батіста Дюрана «Пес зі звалища». Разом з Антоні Бажоном і Галатеєю Беллуджі він зіграв молодого чоловіка, який протистоїть нудьзі, злочинності, дружбі та ревнощам у сільській місцевості в Еро. Кенар боровся за отримання ролі, відвідуючи покази короткометражних фільмів Дюрана та написавши йому кілька повідомлень у Facebook, щоб мати можливість зустрітися з ним. Незважаючи на скромні 83 тис. продажів квитків у Франції, «Пес зі звалища» отримав одностайне визнання критиків. Того ж року Кенард зіграв головну роль у чорній комедії Квентіна Дюп’є «Яннік» про розчарованого глядача, який перериває посередню постановку в Парижі, бере в заручники весь театр і переписує п'єсу під власним керівництвом. «Яннік» мав комерційний і критичний успіх, продавши понад 200 000 квитків за перші два тижні в прокаті. Кенар також з'явився в ансамблевій драмі Жанни Еррі «Всі твої обличчя».
У 2024 році він отримав премію «Люм'єр» найперспективнішому актору за свою роль у фільмі «Пес зі звалища» (2023). Він також отримав три номінації на 49-й церемонії нагородження «Сезар», включаючи «найкращу чоловічу роль» (за «Янніка») і найкращий короткометражний документальний фільм як режисер і продюсер фільму «Актор», і виграв премію «Сезар» найперспективнішому акторові (за «Пес зі звалища»).
Кенар зіграє головну роль у майбутньому романтичному комедійному музичному фільмі Жиля Лелуша «Серця, що б'ються», який вийде в прокат у 2024 році і в якому він грає разом із Франсуа Сівілом, Адель Екзаркопулос, Аленом Шаба та Бенуа Пульвордом. Кенар також завершив зйомки в новому фільмі Квентіна Дюп’є «Друга дія», в якому беруть участь Леа Сейду, Венсан Лендон і Луї Гаррель.

## Особисте життя
Рафаель Кенар відзначився своїм яскраво вираженим провінційним робітничим акцентом, який, на думку критиків, важко визначити географічно. Коли Ян Бартес на програмі «Quotidien» запитав про його «акцент», Кенар пояснив: «Це мій голос. Те, що ви чуєте, — це не акцент, це злегка зміщена носова перегородка, яка дає щось на кшталт ефекту наявності застуди». «Numéro» назвав це «збентежуючим акцентом, який відкидає всі форми академізму».

## Фільмографія

### Кіно
| Рік  |    | Українська назва         | Оригінальна назва                    | Роль                 |
| ---- | -- | ------------------------ | ------------------------------------ | -------------------- |
| 2014 | кф | Я трансмісивний          | фр. Je suis transmissible            | Фабіан               |
| 2018 | кф | Західний пірс            | фр. West Pier                        |                      |
| 2018 | кф | Небо чисте               | фр. Le ciel est clair                | Кевін                |
| 2019 | ф  | Крихітка зомбі           | фр. Zombi Child                      | вчитель фізики       |
| 2019 | ф  | Коала                    | фр. Koala                            | Рафаель              |
| 2019 | тф | Частина підозри          | фр. La Part du soupçon               | Флавін               |
| 2019 | тф | Якщо ти побачиш мою маму | фр. Si tu vois ma mère               | Джей Сі              |
| 2019 | кф | Любов до ризику          | фр. L'amour du risque                |                      |
| 2019 | кф | Ми ходили по землі       | фр. On a marché sur la Terre         |                      |
| 2019 | кф | Тіндер-сюрприз           | фр. Tinder Surprise                  | Мартін               |
| 2020 | ф  | НаркоМАМА                | фр. La Daronne                       | Міка                 |
| 2020 | ф  | Нижні щелепи             | фр. Mandibules                       | Раймондо             |
| 2020 | ф  | Третя війна              | фр. La Troisième Guerre              | Дімо                 |
| 2020 | кф |                          | фр. Fatale Orientale                 | Фотограф             |
| 2020 | ф  | Гагарін                  | фр. Gagarine                         | трубач               |
| 2020 | ф  | Ворієн                   | фр. Vaurien                          | поліцейський ББЗ     |
| 2020 | кф | Погані хлопці            | фр. Les Mauvais Garçons              | Гійом                |
| 2020 | ф  | Кити не вміють плавати   | фр. Les baleines ne savent pas nager | містер Касанас       |
| 2020 | ф  | В іншому місці           | фр. Ailleurs                         | солдат               |
| 2021 | ф  | Париж, 13-й округ        | фр. Les Olympiades                   | Джефф                |
| 2021 | ф  | Крихка                   | фр. Fragile                          | Рафаель              |
| 2022 | ф  | Наша доктрина            | фр. Notre doctrine                   | тренер               |
| 2022 | ф  | Кінцевий монтаж          | фр. Coupez !                         | Джонатан/Акіра       |
| 2022 | ф  | Куріння викликає кашель  | фр. Fumer fait tousser               | Макс                 |
| 2022 | ф  | Атака на Париж           | фр. Novembre                         | Руді                 |
| 2022 | ф  | Двір Чудес               | фр. La Cour des miracles             | Мікаель              |
| 2022 | кф | Мантра                   | фр. Mantra                           | Пол                  |
| 2022 | ф  | Порожнистий              | фр. Creuse                           | Марк                 |
| 2022 | ф  | На моє єдине бажання     | фр. À mon seul désir                 | парубок № 2          |
| 2023 | ф  | Пес зі звалища           | фр. Chien de la casse                | Антуан Міралес       |
| 2023 | ф  | Всі твої обличчя         | фр. Je verrai toujours vos visages   | Бенджамін Деларм     |
| 2023 | ф  | Жанна Дюбаррі            | фр. Jeanne du Barry                  | Великий камергер     |
| 2023 | ф  | Кеш                      | фр. Cash                             | Даніель Совер        |
| 2023 | ф  | Фантастична трійка       | фр. Les Trois Fantastiques           | Себ                  |
| 2023 | ф  | На гілці                 | фр. Sur la branche                   | Крістоф Аджам        |
| 2023 | ф  | Яннік                    | фр. Yannick                          | Яннік                |
| 2023 | ф  | Вартовий                 | фр. Sentinelle                       | Капітан Ремі Моріссе |
| 2023 | кф | «Актор»                  | фр. L'Acteur                         |                      |
| 2024 | ф  | Акт другий               | фр. Le Deuxième Acte                 | Крістіан             |
| 2024 | ф  | Серця, що б'ються        | фр. L'Amour ouf                      | Кікі (20 років)      |
| 2024 | ф  | Чому ти посміхаєшся?     | фр. Pourquoi tu souris ?             | Жером Бутьє          |

### Телебачення
| Рік       |   | Українська назва       | Оригінальна назва           | Роль                           |
| --------- | - | ---------------------- | --------------------------- | ------------------------------ |
| 2018—2019 | с | Всередині              | фр. À l'intérieur           | Ден Глосьє / 6 серій           |
| 2019—2019 | с | Злочин йому так личить | фр. Le crime lui va si bien | поліцейський / 1 серія         |
| 2020—2020 | с |                        | фр. ON K'AIR                | Гвендал / 3 серії              |
| 2020—2020 | с |                        | фр. Conf Call               | 1 серія                        |
| 2018—2020 | с |                        | фр. HP                      | Джиммі / 20 серій              |
| 2021—2021 | с | Французька справа      | фр. Une affaire française   | Джекі Вільмен / 1 серія        |
| 2022—2022 | с | Світ майбутнього       | фр. Le Monde de demain      | Філіп Пуйдобі (Ерік) / 1 серія |
| 2024—2024 | с | Нелегальні громадяни   | фр. Citoyens clandestins    | Серв'є Рись / 4 серії          |

## Нагороди
| Нагорода                                                | Дата церемонії | Категорія                                                      | Фільм           | Результат | Прим.  |
| ------------------------------------------------------- | -------------- | -------------------------------------------------------------- | --------------- | --------- | ------ |
| Кінофестиваль у Кабурі                                  | 18 червня 2023 | Swann d'or de la révélation masculine                          | Пес зі звалища  | Перемога  | [ 35 ] |
| Сезар                                                   | 23 лютого 2024 | Найкраща чоловіча роль                                         | «Яннік»         | Номінація | [ 36 ] |
| Сезар                                                   | 23 лютого 2024 | Найперспективніший актор                                       | Пес зі звалища  | Перемога  | [ 36 ] |
| Сезар                                                   | 23 лютого 2024 | Найкращий короткометражний документальний фільм                | «Актор»         | Номінація | [ 36 ] |
| Фестиваль Кот-корт-де-Пантен                            | 23 червня 2021 | Найкращий актор                                                | «Погані хлопці» | Перемога  | [ 37 ] |
| Фестиваль прем'єрних франкофонних фільмів Ла Сьота [fr] | 11 червня 2023 | Найкращий актор (разом із Антоні Бажоном)                      | Пес зі звалища  | Перемога  | [ 38 ] |
| Міжнародне товариство кінофілів                         | 11 лютого 2024 | Найкращий прорив                                               | Пес зі звалища  | Номінація | [ 39 ] |
| Премія «Люм'єр»                                         | 22 січня 2024  | Найперспективніший актор                                       | Пес зі звалища  | Перемога  | [ 27 ] |
| Телевізійний фестиваль в Монте-Карло                    | 18 червня 2019 | «Золота німфа» за найкращу чоловічу роль у комедійному серіалі | HP              | Номінація | [ 40 ] |
| Премія кінокритиків Парижа                              | 4 лютого 2024  | Найперспективніший актор                                       | Пес зі звалища  | Перемога  | [ 41 ] |
| Премія кінокритиків Парижа                              | 4 лютого 2024  | Кращий актор другого плану                                     | Пес зі звалища  | Номінація | [ 42 ] |
| Премія кінокритиків Парижа                              | 4 лютого 2024  | Найкращий актор                                                | Яннік           | Номінація | [ 42 ] |